# Cèntul II de Bearn
Cèntul II (segona meitat del segle IX - c. 940) va ser vescomte de Bearn des del 905 fins a la seva mort.

## Origen
Cèntul era fill del vescomte de Bearn, Llop Cèntul, i de la seva dona de la qual se'n desconeix el nom o els avantpassats.
Per la seva banda, Llop Cèntul era fill de Cèntul I, vescomte de Bearn, i d'Auria, de la qual se'n desconeix els orígens.

## Biografia
Es desconeix la data exacta de la mort del seu pare, Llop Cèntul, tot i que s'estima que va ser cap a l'any 905. Cèntul II, doncs, va ser vescomte durant el regnat de Sanç I Garcés, rei de Pamplona (905 - 926). El document n° IV del Cartulaire de Saint-Vincent-de-Luc, confirma que Cèntul era viescomte de Bearn.
Cèntul II va seguir a Sanç I Garcés per lluitar tant contra l'emirat d'al-Andalus com contra els antics aliats del regne de Pamplona, els Banu Qassi. Com a recompensa va obtenir molt probablement la vall de Tena, a l'Alt Gállego.
Cèntul II va morir el 940 i el va succeir el seu fill Gastó.

## Núpcies i descendència
Cèntul II es van casar cap a l'any 900. No es coneix ni el nom ni els avantpassats de la seva dona. D'aquesta dona hauria tingut un fill:
- Gastó II, futur vescomte de Bearn.